# Ремніц
Ремніц (нім. Römnitz) — громада в Німеччині, розташована в землі Шлезвіг-Гольштейн. Входить до складу району Герцогство Лауенбург. Складова частина об'єднання громад Лауенбургіше-Зен.
Площа — 5,21 км2. Населення становить 52 ос. (станом на 31 грудня 2020).

## Галерея

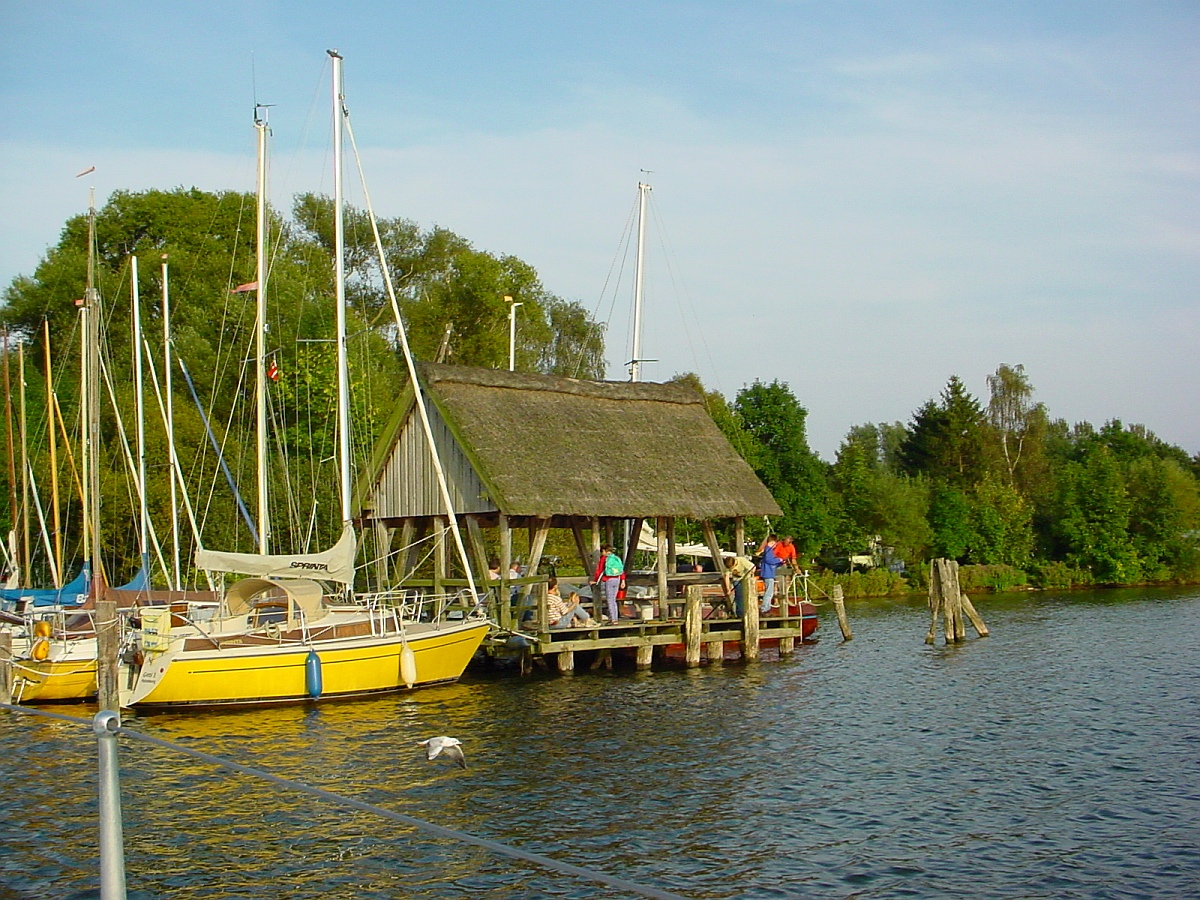